# Качоровская, Барбара
Барбара Качоровская (пол. Barbara Kaczorowska; род. 21 октября 1960, Полчин-Здруй) — польская шахматистка, международный мастер (1989) среди женщин.
Чемпионка Польши (1993).